# Stanfield, Oregon
Stanfield är en ort i Umatilla County i delstaten Oregon, USA.